# Rozbórz Okrągły
Rozbórz Okrągły – wieś w Polsce położona w województwie podkarpackim, w powiecie jarosławskim, w gminie Pruchnik.
| SIMC    | Nazwa    | Rodzaj    |
| ------- | -------- | --------- |
| 0608500 | Nyklówka | część wsi |

W latach 1975–1998 miejscowość administracyjnie należała do województwa przemyskiego.